# Підполоззя
Підполо́ззя (русин. Пудполозя)  — село в Жденіївській селищній громаді Мукачівського району Закарпатської області України. Лежить над річками Латорицею та Жденівкою, на висоті 365 метрів над рівнем моря, за 21 км від залізничної станції Воловець та 4 км від траси Київ — Чоп.
Підполоззя є найтеплішим населеним пунктом серед всіх у Воловецькому районі, оскільки лежить найнижче над рівнем моря, туй живе Лерачка.

## Історія
В околицях Підполоззя в 1860 році виявлено великий бронзовий скарб пізньої бронзи. В колекцію Т.Легоцького потрапило 18 предметів. З лівого боку дороги Підполоззя — Нижні Ворота, в урочищі Кічера виявлено поховання угорського дружинника кінця ІХ — початку Х століть.
Першу документальну згадку про село Пудполок відносять до 1430 року. Село належало різним поміщикам. У 1619 Пудполок та його присілок Романок входили до складу володінь династії Ракоці, і аж у 1888 році їх об'єднали в одне поселення — Підполоззя.
В основі назви села лежить лексема "паль", — та ж сама,що і в  слові "паланок", що означає "огорожу, укріплення". За свідченням Івана Сільвая, між скалою Високий камінь і протилежною горою, що зветься Татарівка, в давні часи  неодноразово будувалось укріплення у вигляді стіни з дерев'яних паль. Останній раз таку стіну будували за часів Кошутової війни 1848 року, чому Сільвай був свідком і учасником будівництва. Отже, Підполоззя — "село під палями". Так можна етимологічно розшифрувати походження назви село, а не від слова "лози".
Угорці,за своєю звичкою,дали іншу назву селу - Везерсалаш. Везер по-угорськи значить  вода, а  салаш - табір. Отже -- табір на воді,або водяний табір.Очевидно,тут зупинялись угорці після виснажливого переходу через Верецький перевал і поїли своїх коней. Води тут подостатком,бо зливаються Латориця і Жденіївка. Така  назва села протрималась до кінця побутування села в складі земель "Корони Святого Стефана", тобто до 1944 року.
Скала "Високий камінь" робить незабутнє враження своєю величчю. В часи панування Угорщини вона була культовим місцем для чисельних екскурсій з цілої Угорщини Згідно з угорською історичною міфологією, саме біля цієї скали лежав шлях вождя Арпада з всім угорським племенем. За свідченням Василя Степановича Лакатоша, яке він приводить у своїй книзі "В ріднім краю", в угорські часи високо на скалі була укріплена таблиця з угорським державним гербом і надписом про те, що тут у 986 році проходив Арпад зі своїм народом (радянські солдати в 1944 році розстріляли цю таблицю з автоматів).
Село Підполоззя записалося у воєнну історію першої і другої світових воєн досить виразно. Під час першої світової війни за село і в околицях точились багатоденні бої, у яких брали участь, між іншим, Українські Січові Стрільці(про цей факт не згадує у своїй книжці "Зорі Воловеччини" краєзнавець Василь Пагиря). Наприклад, сотня Дмитра Вітовського, в майбутньому військового міністра ЗУНР, тримала оборону по правому березі ріки Жденіївки. Стрільці зводили бої в Абранці, у Вишніх і Нижніх Верецьких(Воротах), у Воловці. Багато з них загинуло (список полеглих в книзі Осипа Думина "Історія Легіону УСС"). Очевидно, що вони поховані на старому військовому кладовищі на околиці Підполоззя. На кладовищі колись була встановлена велика брила, а на ній табличка з написом, хто тут похований. Хтось постарався цю табличку зірвати. На хресті, що встановлений старанням директора жденіївської турбази "Форель" Дужаря, теж не знайдеш відповідної інформації, а лише якийсь напівстертий вірш. Кладовище некошене, в занедбаному стані. В часи другої світової війни історія повторилася, але в трохи іншому вигляді. Те, що не вдалося царській армії, ціною великих зусиль і жертв зробила радянська армія — прорвалась через Карпати, через "Лінію Арпада". Про це нагадують залишки бетонних дотів. Найкраще про це сказав поет Андрій Патрус-Карпатський, очевидець і учасник тих подій у вірші "Дот"-
Угорський дот на березі крутому,
Повзе вояк- в руках гранатне гроно.
Враз грізний вибух!Затремтіли гори,
Схилились буки на солдатське тіло,
І реквієм гілля зашелестіло.
В часи середньовіччя тут виробляли поташ і виварювали селітру. В 1848 році внаслідок епідемії холери село знелюдніло, тільки на початку XX століття почало відроджуватися.

## Релігія
храм Покрови пр. богородиці. 1840.
Розповідають, що давніше село було на протилежному березі ріки і мало назву Попідлоззя.
У 1888 р. після об'єднання Підполоззя і Романівця було запроваджено угорську назву Везерсалаш (Vezérszállás) на згадку про перебування в селі Ференца Ракоці II в 1707 р.
Вперше стару дерев'яну церкву зазначено в 1692 р. У 1733 р. згадують дерев'яну церкву св. Михайла з двома дзвонами. Пізніше парохія спорожніла. У 1774 р. верецький управитель Венцел Гайзлер забрав покинуту ділянку, а парохії дав нову, біля церкви. У 1798 р. згадують трухляву церкву в Підполоззі.
На поч. XX ст. населення Підполоззя становило 167 греко-католиків. Філії були в селах Верхня Грабівниця (95 осіб), Яловий (дерев'яна церква, 74 особи), Абранка (дерев'яна церква, 205), Задільське (дерев'яна церква, 170), Шлоґ (дерев'яна каплиця, 45).
Теперішня типова мурована церква з бароковою вежею збудована на місці дерев'яної за о. Василя Дулишковича. Нава має коробове склепіння, настелене з грубих дощок. Зі старого іконостаса збереглося кілька ікон, а новий встановили, згідно з угорським написом на окремій дошці, в 1912 р. за священика Івана Станканинця та куратора Івана Дужара.
Ліва частина іконостаса згоріла, її замінили в 1980-х роках. З трьох дзвонів на вежі два походять з 1930 p., а один відлив Ласло Лайош у 1882 р. за священика Еміла Головачка, вчителя Михайла Годинця.
У книзі «Триодіон» (Львів, 1701) записано, що купили її до «…церкви пудполоскои до заложенне храма Михайла Року Бжго АΨІЄ (1715)», що, можливо, свідчить про освячення дерев'яної церкви в 1715 р.
На книзі Октоіх залишив підпис о. Григорій підполозький у 1711 р., а купив її Марцій з дружиною Марією і передав до церкви 6 грудня 1711 р. Ще один запис свідчить, що книгу записано на церкву 18 січня 1762 р.
храм св. Трійці. 1994.
Оскільки стара церква належить православним, у день Святої Трійці 1993 р. освятили наріжний камінь під будівництво нової, мурованої з каменю греко-католицької церкви. Ділянку на березі Латориці, що зветься «Хренівка», виділив голова колгоспу Дмитро Ісак. За один рік зусиллями підполозян споруду, за винятком вежі, було завершено.
Посвятили храм парох о. Михайло Хваста та ректор греко-католицької семінарії в Ужгороді Іван Тидір. Постав храм завдяки майстрові Михайлу Райчинцю, котрий сам спланував і збудував його від початку до кінця, а також поставив хори, вирізав бічний вівтар, процесійні хрести і разом з сином Володимиром балдахін. Основними помічниками були Михайло Дзьогайло, Федір Дужар та Василь Бурдюх з Ялового. Наступного року добудували вежу, яку увінчали надбанним хрестом, переданим з Ялового.
П'ятирядний іконостас виготовили різьбярі із Сускова, а ікони намалював Мар'ян Лутко з Мукачева. Картини нижче намісних ікон та образи на царських та дияконських дверях намалював Володимир Райчинець. У 1999 р. церкву поштукатурено зовні.
Дерев'яна каплиця св. Марії Магдалини 1880-х рр. Вона унікальна, оскільки є єдиною збереженою малою сакральною формою будівництва місцевих німців. Частину села Полище у 1870-х роках почали заселяти німці. У 1880 тут було вже 43 поселенці, що працювали на графа Шенборна. Вони і побудували цю каплицю. Прикрашають її 4 образи, хрести та статуї. Після 2 св.війни німці були репресовані. Станом на 2000 рік німецькою мовою володіло троє старожилів, а зараз, на жаль, не залишилося жодного.

## Присілки
Кет
Кет - колишнє село в Україні, в Закарпатській області.
Обєднане з селом Підполоззя
Згадки: 1465: Keth, Kety

Романовц
Романовц - колишнє село в Україні, в Закарпатській області.
Обєднане з селом Підполоззя
Згадки: 1648: Romanocz, 1773: Romanocz, 1808: Romanócz, Romanowec, 1851: Romanócz, 1873: Romanóc, 1888: Romanócz, 1925: Romanovce, 1944: Romanóc, Романовцъ

## Населення
В книзі чеського дослідника Ярослава Достала наводяться такі дані про склад населення  в 1936 році-
365 жителів,з них русинів(українців) -351,чехів і словаків -7,євреїв -6,угорців -1.
Релігійні громади -351 греко-католик.
Державні установи -жандармський відділ.
Навчальні заклади - русинська школа(2 класи)
Церковні установи-греко-католицька кам,яна церква Покрова Пр.Богородиці, 1840 року.
В селі була зупинка приватного автобуса.

Згідно з переписом УРСР 1989 року чисельність наявного населення села становила 815 осіб, з яких 390 чоловіків та 425 жінок.
За переписом населення України 2001 року в селі мешкало 789 осіб.

### Мова
Розподіл населення за рідною мовою за даними перепису 2001 року:
| Мова       | Відсоток |
| ---------- | -------- |
| українська | 97,99 %  |
| російська  | 1,00 %   |
| німецька   | 0,75 %   |
| угорська   | 0,25 %   |

## Туристичні місця
- на території села розташоване воєнне кладовище, де з 1914 року поховані солдати російської та австро-угорської армій.
- Село Підполоззя надзвичайно багате різноманітними відголосками 1 та 2 світових війн. В селі та на його околицях сконцентроваі залишки обꞌєктів Лінії Арпада, що є найбільшими у Воловецькому районі .
- У селі Романовц, яке з часом приєднали до Підполоззя, у далекому 1703 році Ференц Ракоці ІІ переночував у сім’ї керуючого на ім’я Дужар. «Понад 300 років тому саме в цьому населеному пункті князь Ракоці отримав прихисток на ніч, коли разом з графом Берчені прямував до Польщі просити підтримки у національно-визвольній боротьбі. Здається, що про ту ніч, яку тут провів Ракоці, існує не одна легенда. Напевно найвідоміша з них стосується столу, на якому князь залишив свої ініціали. Протягом століть цей предмет вважався оберегом та передавався з покоління в покоління, адже мав «магічну силу». Зараз цей стіл можна побачити в музеї угорського міста Шарошпатак».
- храм Покрови пр. богородиці. 1840.
- Біля села розташована пам'ятка природи Високий Камінь.
- 